# Chrysocercops argentata
Chrysocercops argentata là một loài bướm đêm thuộc họ Gracillariidae. Nó được tìm thấy ở Malaysia (Pahang) và Nepal.
Sải cánh dài 6,1-6,8 mm.
Ấu trùng ăn Hopea nutans và Shorea robusta. Chúng ăn lá nơi chúng làm tổ. 